# ルドルフ・バッヒャー
ルドルフ・バッヒャー（ドイツ語: Rudolf Bacher, 1862年1月20日 - 1945年4月16日）は、オーストリアの画家、彫刻家である。ウィーン美術アカデミーの教授などを務めた。

## 略歴
ウィーンで生まれた。1882年から1888年の間、ウィーン美術アカデミーでレオポルト・カール・ミュラーに学んだ。1886年には賞を受けている。
1994年にオーストリア美術家協会キュンストラーハウスの会員になった。1897年にはウィーン分離派の創立メンバーになり1904年からと1912年から1914年の間、分離派の会長を務めた。1896年にベルリンの国際美術展に出展し、入賞した。
ウィーン分離派の画家、グスタフ・クリムトらによって刊行された雑誌「Ver Sacrum」に多くのイラストや版画を寄稿した。1903年から1933年の間、ウィーン美術アカデミーの教授を務め、1933年にアカデミーの名誉会員の称号を得た。晩年は肖像画家として働いた。彫刻家として動物の像も制作した。ドイツによるオーストリア併合の後、80歳になった1942年にアドルフ・ヒトラーの政府からゲーテ芸術科学賞を贈られ、ウィーン市に功績のあった人物に贈られる「ウィーン市の名誉の指輪」を授与された。
1945年にウィーンで没した。

## 作品

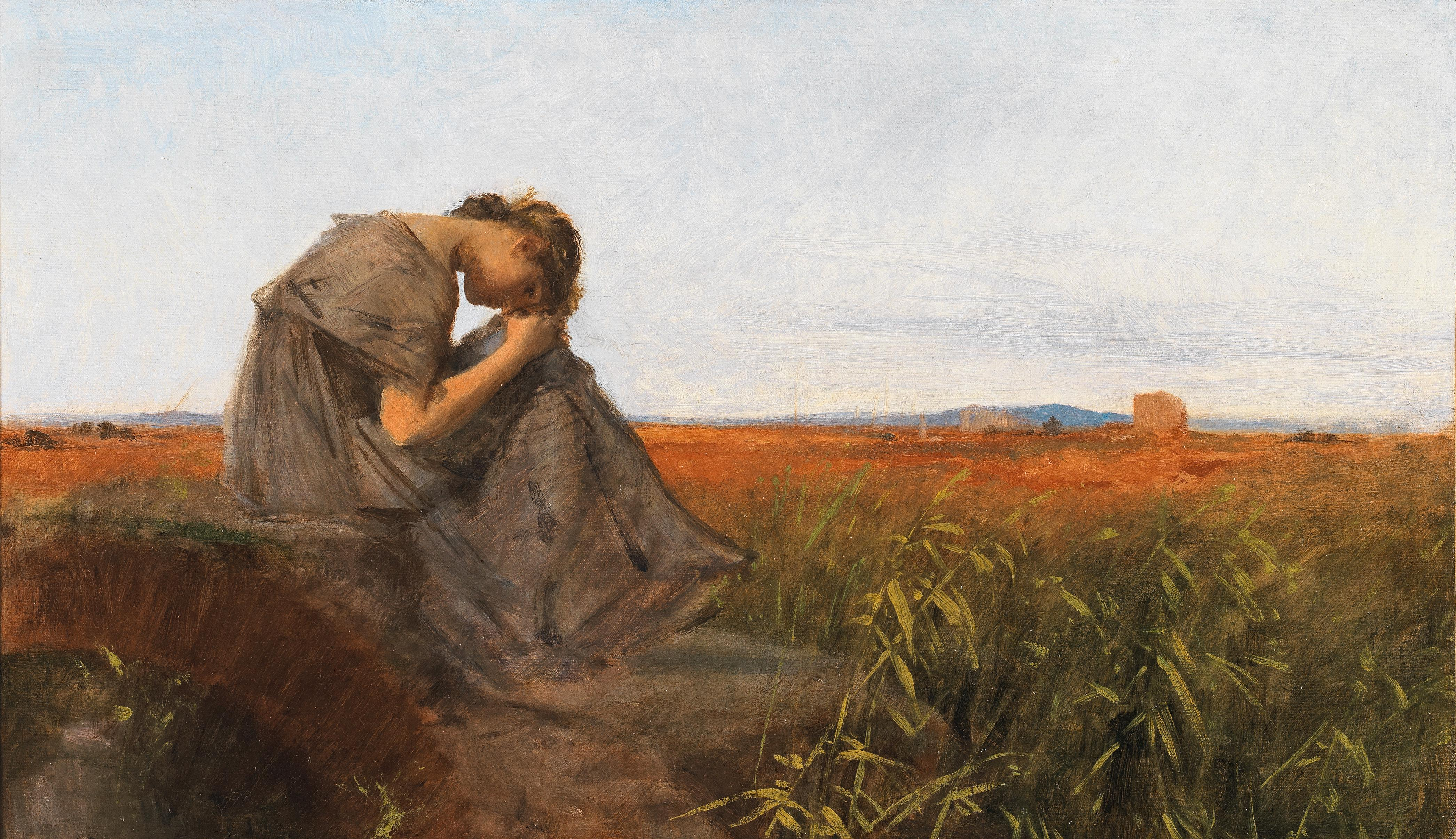
遠景にチェチーラ・メテッラの墓のある習作(c.1894)
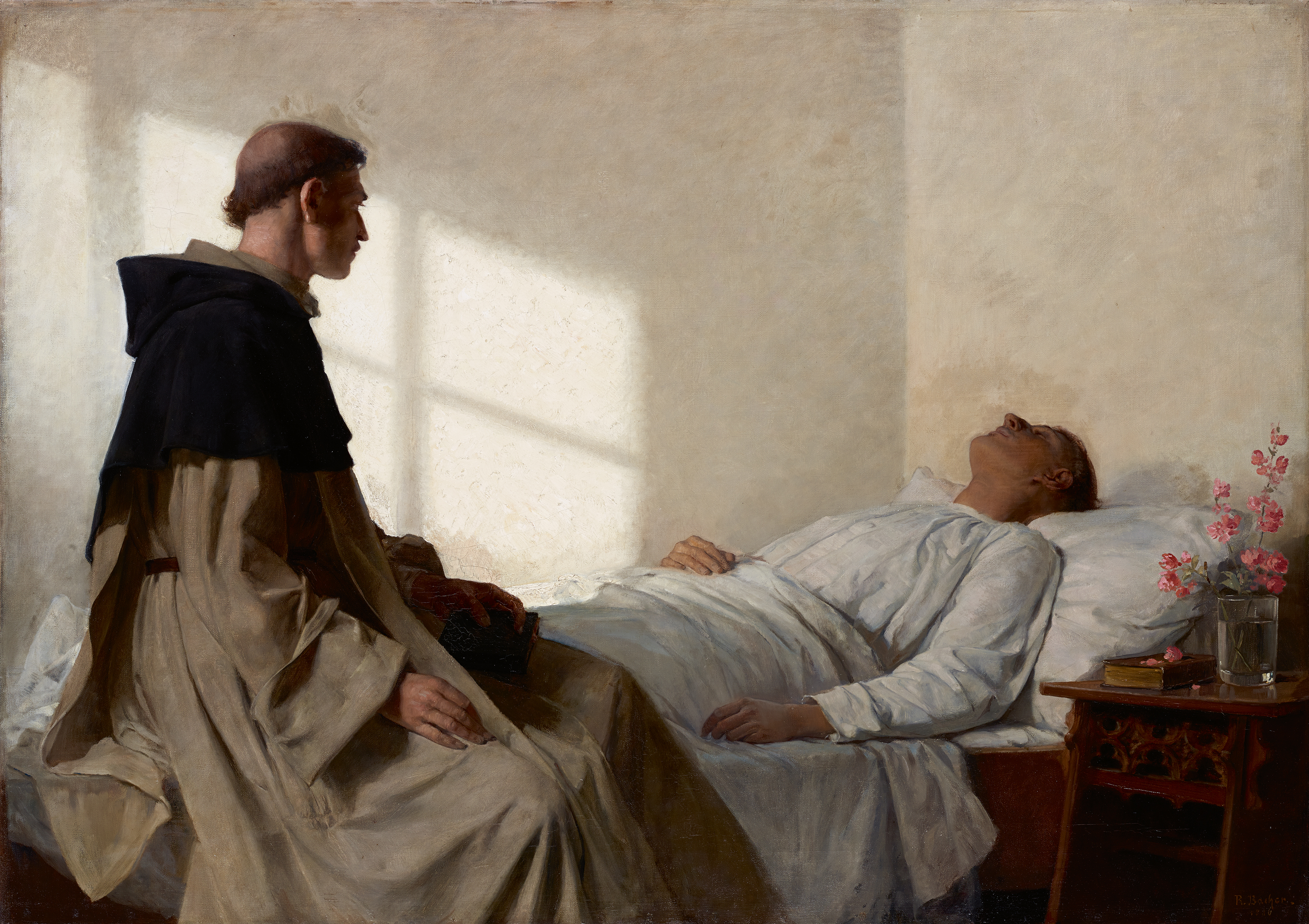
"Erlöst" (1886) オーストリア・ギャラリー蔵
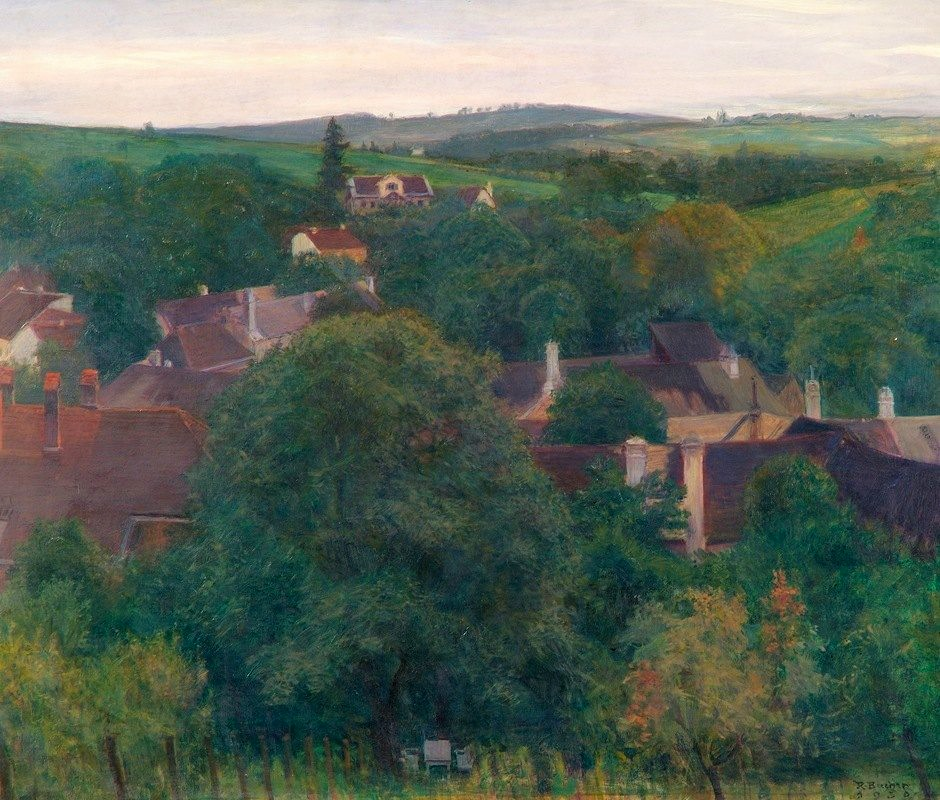
風景画(1930)

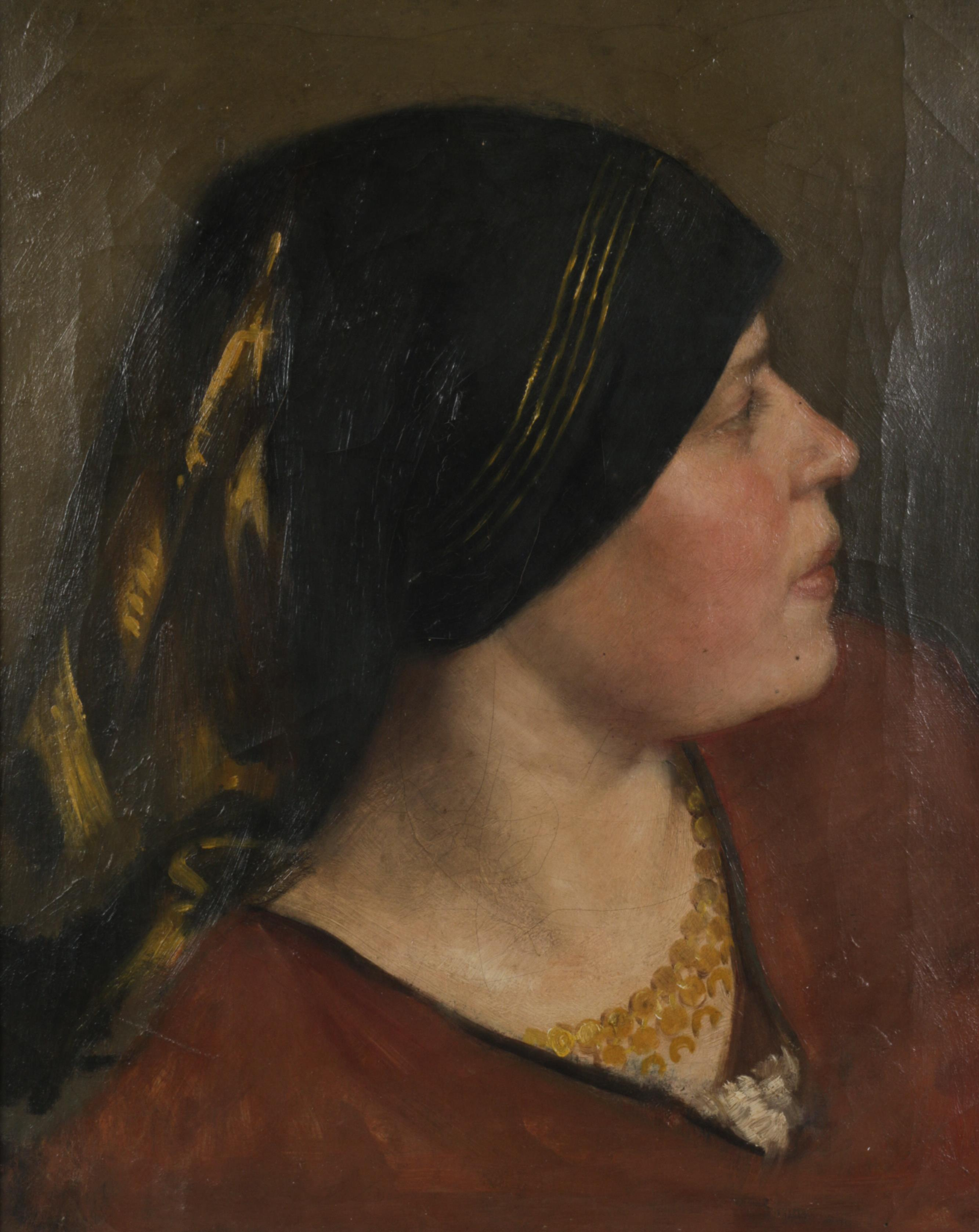
スカーフを付けた女性
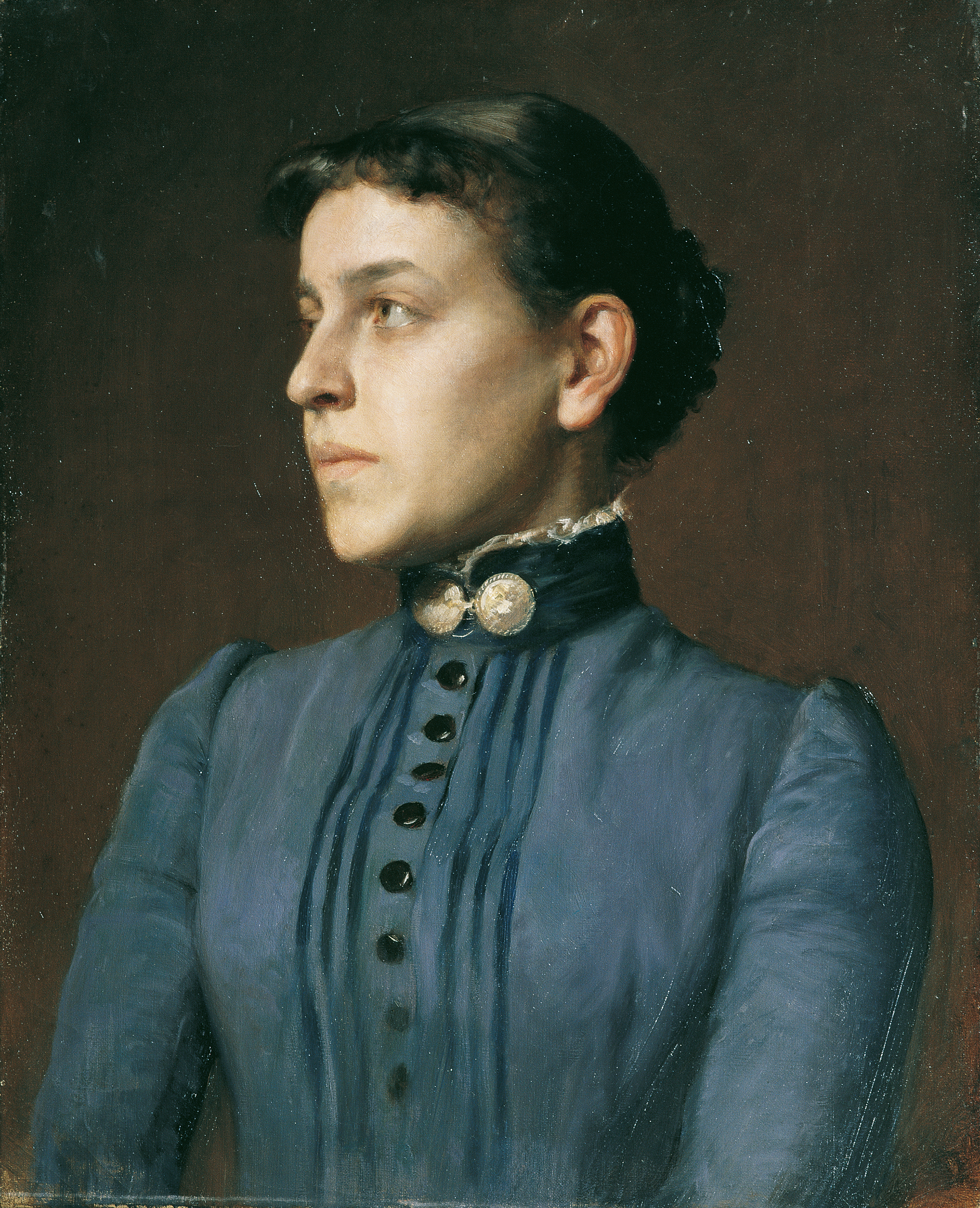
青いドレスの女性
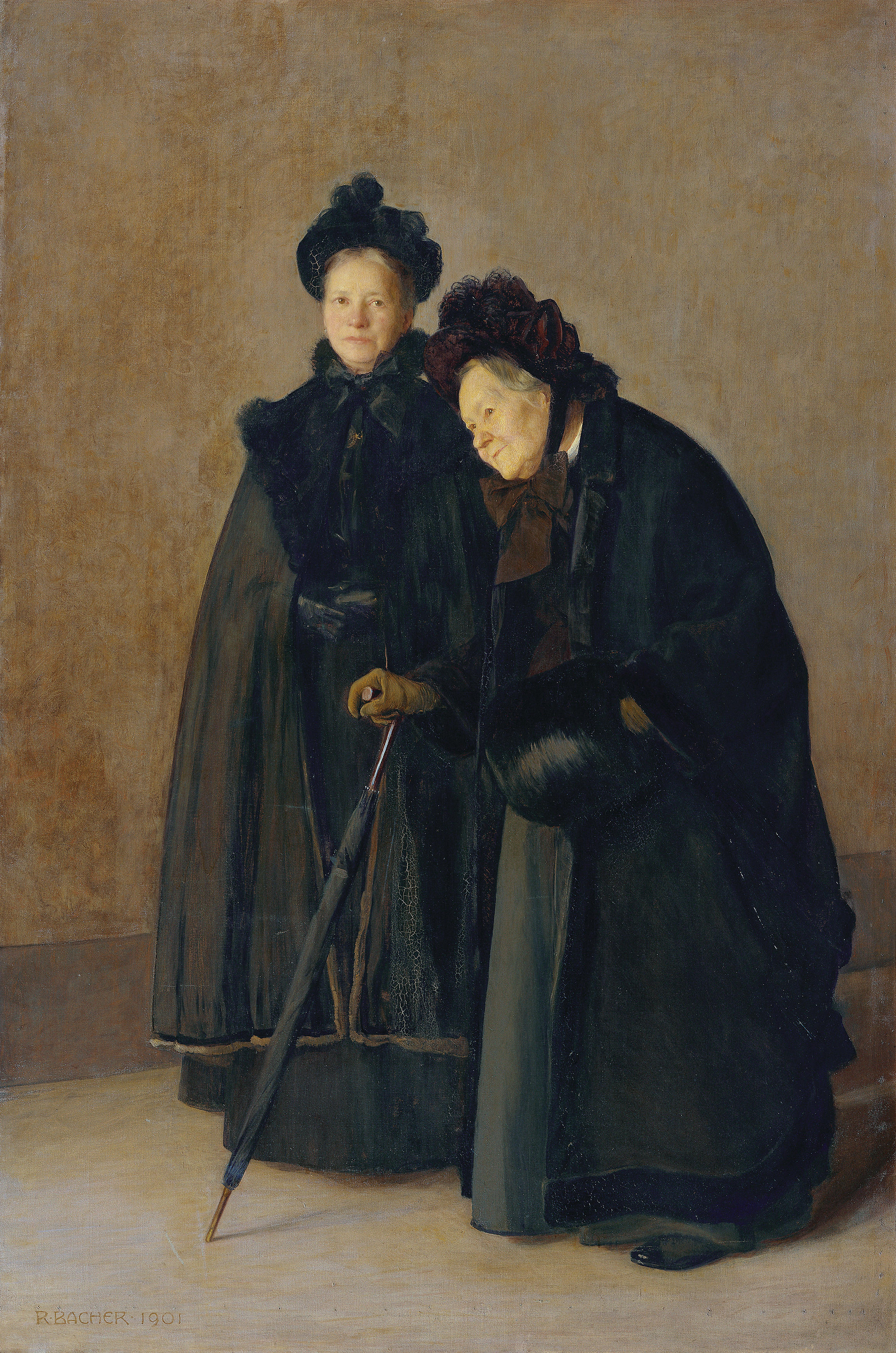
二人の姉妹、オーストリア・ギャラリー蔵
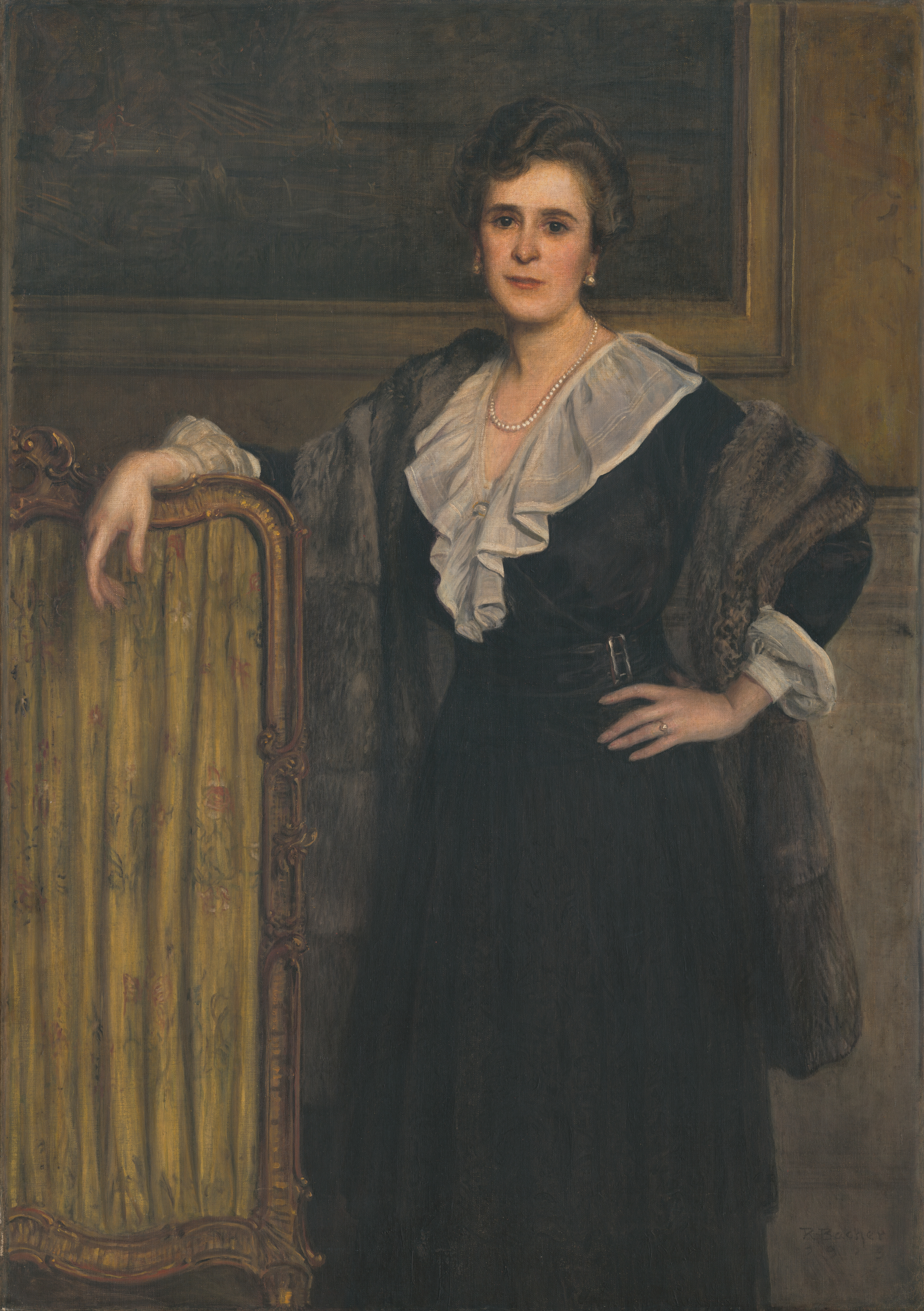
肖像画